# کیم جونگ-یا
کیم جونگ-یا (انگلیسی: Kim Jung-ya؛ زادهٔ ۱۷ مهٔ ۱۹۸۸) بازیکن فوتبال اهل کره جنوبی است.
از باشگاه‌هایی که در آن بازی کرده‌است می‌توان به باشگاه فوتبال گامبا اوساکا و باشگاه فوتبال ساگان توسو اشاره کرد.